# Guillaume Tauveron
Guillaume Tauveron est un photographe et réalisateur français né à Clermont-Ferrand le 19 mars 1979.

## Biographie
Installé au Japon depuis plusieurs années, photographe, autodidacte, Guillaume Tauveron a réalisé des clips et des courts métrages.
Son premier long métrage de fiction signé également par Hiroshi Toda, L'Ombre du cerisier, coproduction franco-japonaise, est sorti en France en 2007.

## Filmographie

### Courts métrages
- 2004 : Raoul
- 2005 : Nihon
- 2006 : Conte vert
- 2006 : Conte rouge
- 2006 : Conte gris
- 2007 : Conte jaune
- 2007 : Conte bleu
- 2009 : Survival
- 2010 : Eros et Thanatos
- 2011 : Hashi

### Longs métrages
- 2007 : L'Ombre du cerisier (coréalisateur : Hiroshi Toda)
- 2013 : Au-delà du sang
- 2015 : Jinrō Shokei Game
- 2016 : Guulu, Hyakunen kimi wo omo

## Distinctions
- 2014 : Nomination au Prix Lumières (Prix Heike Hurst du meilleur premier film) pour Au-delà du sang[2]